# 小松原駅
小松原駅（こまつばらえき）は、かつて京都府京都市上京区（現・北区）小松原南町にあった京福電気鉄道北野線の停留場（廃駅）である。

## 歴史
- 1925年（大正14年）11月3日：京都電燈が経営する嵐山電鉄北野線の北野 - 高雄口（現・宇多野駅）間開業に伴い開設[1][2]。
- 1942年（昭和17年）3月2日：譲渡により京福電気鉄道北野線の停留場となる[1][2]。
- 1943年（昭和18年）10月1日：白梅町駅（現・北野白梅町駅）開業に伴い休止[1]。
- 1945年（昭和20年）6月4日：廃止[1]。

## 停留場周辺
今出川通と馬代通が交差する地点の東側（現在の 洛星中学校・高等学校校地の西南角近辺）に位置していた。
- 櫻谷文庫

## 隣の駅
京福電気鉄道
北野線
白梅町駅（現・北野白梅町駅） - 小松原駅 - 等持院駅（現・等持院・立命館大学衣笠キャンパス前駅）